# Isla Redonda (canal Beagle)
La isla Redonda es un pequeño territorio insular en la boca de la bahía Lapataia, perteneciente al Departamento Ushuaia de la Provincia de Tierra del Fuego, Antártida e Islas del Atlántico Sur en el extremo austral de la Argentina. Se halla rodeada por las aguas del paso interoceánico denominado canal Beagle, en el océano Pacífico. Posee una superficie de alrededor de 50 hectáreas. Su largo máximo es de 1022 m y su ancho máximo es de 840 m. Su centro se encuentra en las coordenadas: 54°51'49.26"S 68°28'54.47"O.
Ha sido confirmada como parte soberana de la República Argentina luego de una larga disputa limítrofe con la República de Chile concerniente a la traza del canal Beagle, afectando la soberanía de las islas de su interior y los espacios marítimos adyacentes. 

## Origen geológico
La isla Redonda sería un antiguo nunatak rocoso pulido por el hielo del gigantesco glaciar que en las últimas fases de las glaciaciones cuaternarias, descendió desde la cordillera de Darwin y avanzó por un valle longitudinal. Posteriormente, ante el retroceso posglacial, fue invadido por el mar, formándose el canal Beagle. Son diversos los rasgos que atestiguan estos procesos geológicos; entre ellos destaca el perfil transversal de forma de "U" que posee el canal, con la berma visible, así como la presencia de morrenas laterales.

## Clima

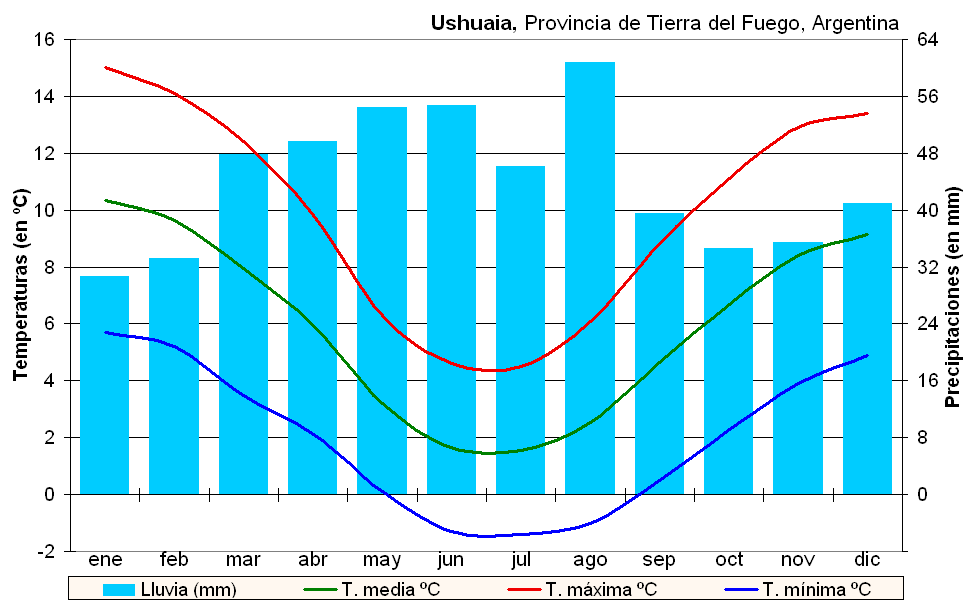
Climograma de Ushuaia.

El clima de esta isla pertenece al clima oceánico subpolar, o al patagónico húmedo. Posee una temperatura media anual de 5,7 °C y una escasa oscilación térmica anual, que va de -0,3 en julio a 9,4 °C en enero; son extrañas las temperaturas de más de 15 °C en verano o menores a -8 °C en invierno. Los récords de temperaturas absolutas son 29,4 °C (ocurrió en diciembre) y -25,1 °C (ocurrió en julio). Tal es lo persistente del frío que en pleno verano austral se han registrado eventuales nevadas, o temperaturas de solo -6 °C. Las precipitaciones, que en invierno suelen ser en forma de nieve, están repartidas equitativamente a lo largo del año sumando un total de 524 mm, pero, si bien parecerían exiguas, a causa de la constante temperatura baja se tornan suficientes para otorgarle a esta isla un clima húmedo; también ayuda para ello el alto promedio de días con alguna precipitación —200 días al año—, siendo también alto el número de días nublados o brumosos.

## Flora

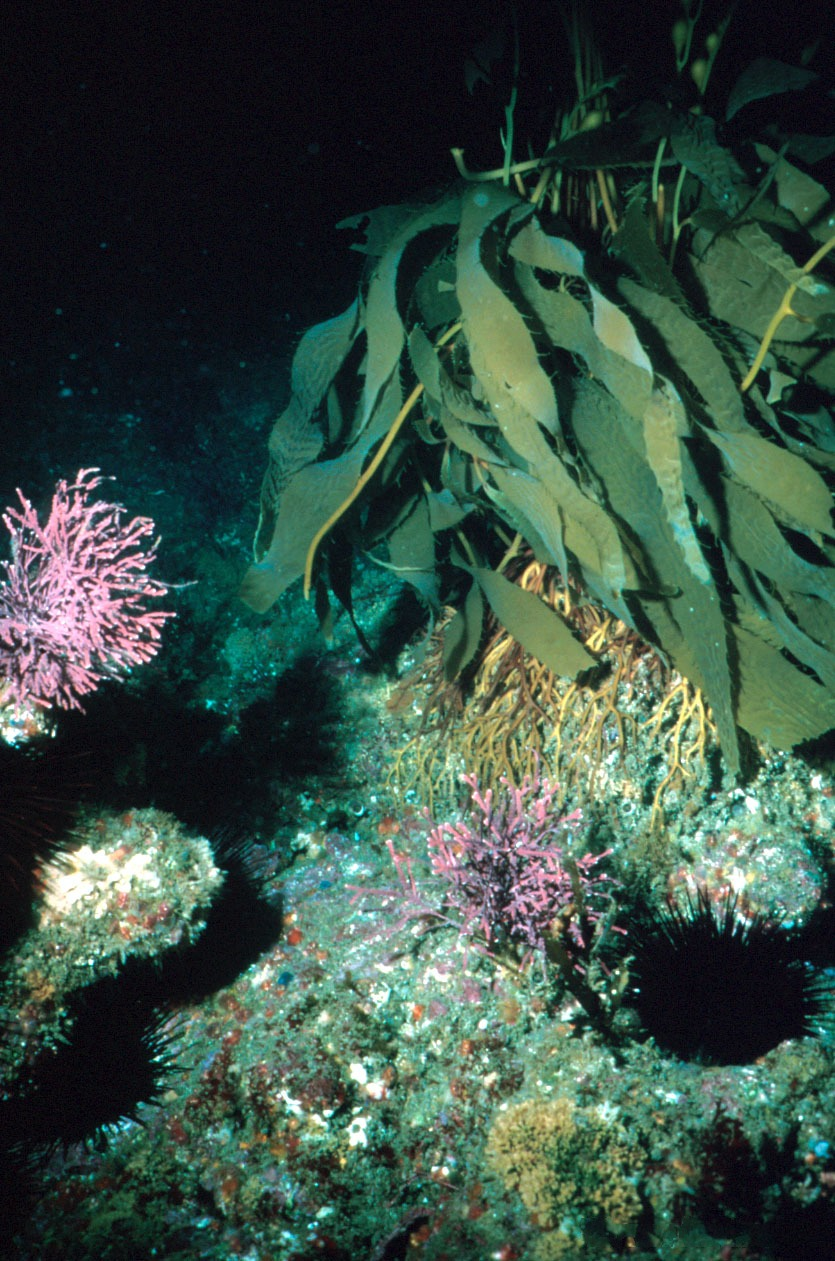
cachiyuyos gigantes.

A pesar de que las temperaturas son frías todo el año, la costa del canal frente a la isla Redonda y buena parte de la misma isla se encuentra cubierta de altos bosques magallánicos. Las aguas que la rodean son notables por poseer bosques sumergidos de cachiyuyos gigantes, alga parda de enormes proporciones, la cual sostiene una rica biodiversidad marina.

## Fauna
Las aguas que rodean a la isla Redonda son ricas en aves y mamíferos marinos, peces, y diversos invertebrados, de los cuales se destaca especialmente la centolla patagónica de carne conocida por su delicado sabor, constituyéndose en el plato culinario típico de la comarca. Suelen frecuentar la isla y sus costas lobos marinos de un pelo y de dos pelos, aves marinas como las gaviotas australes, y de cormoranes imperiales.
Sus aguas y costas pertenecen a la ecorregión marina canales y fiordos del sur de Chile; las mismas cuentan con especies típicas del sudeste del océano Pacífico, siendo comunes en el sur de Chile, isla de los Estados, y hasta otras llegan a las islas Malvinas, pero algunas son raras en el sector argentino de la isla Grande de Tierra del Fuego y todas están ausentes en el resto del país. Entre ellas podemos enumerar al delfín chileno, al chungungo (una nutria marina), el matamico grande, la remolinera negra, y el Pato vapor del Pacífico.  

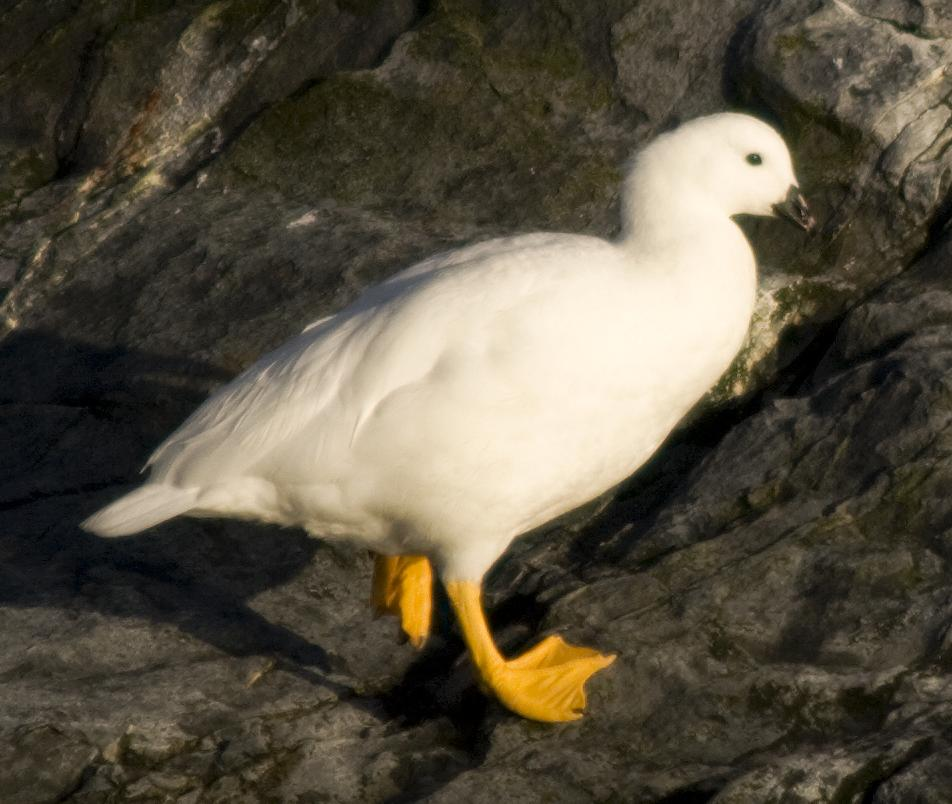
caranca o cauquén de mar.

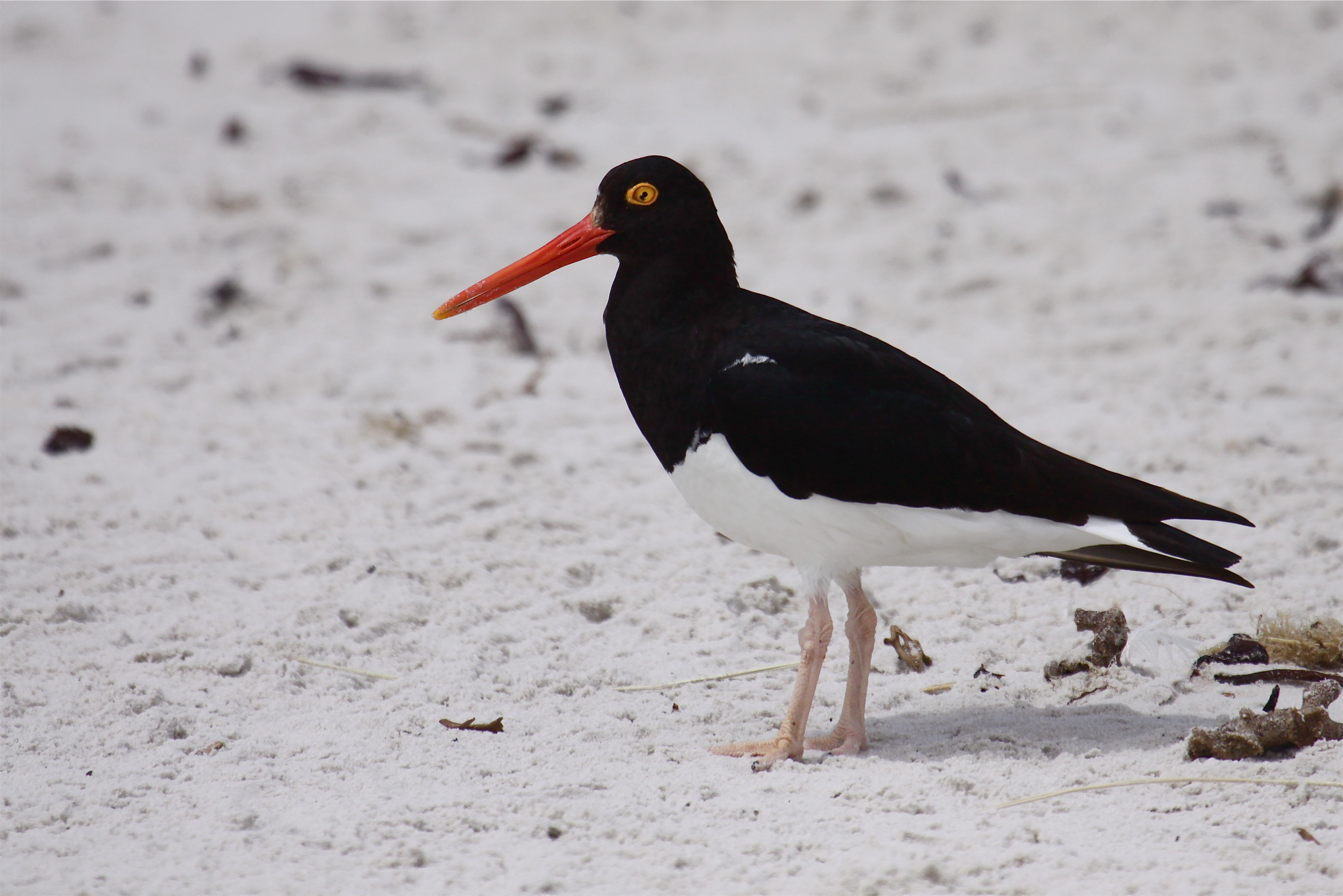
ostrero austral.

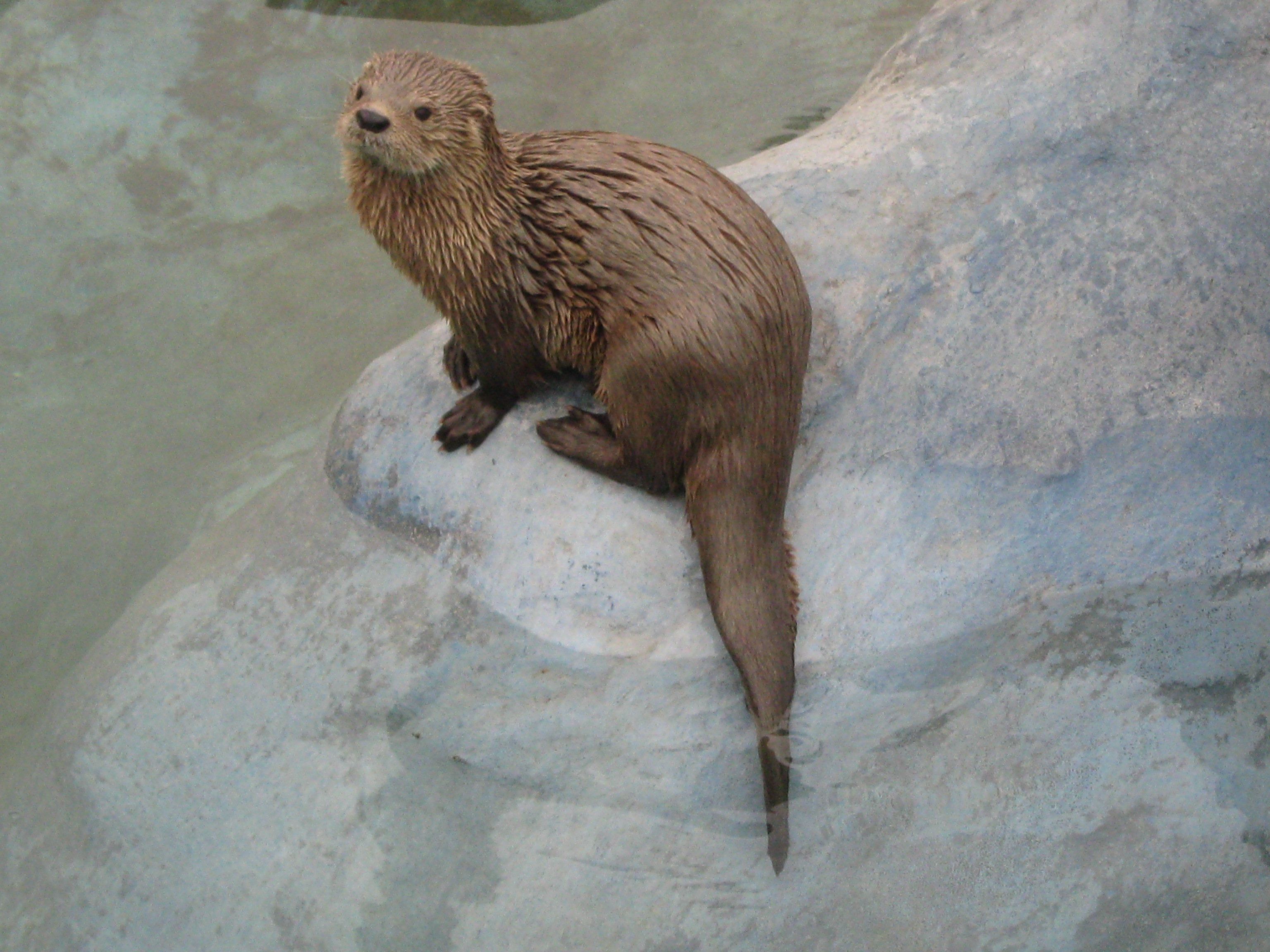
chungungo.

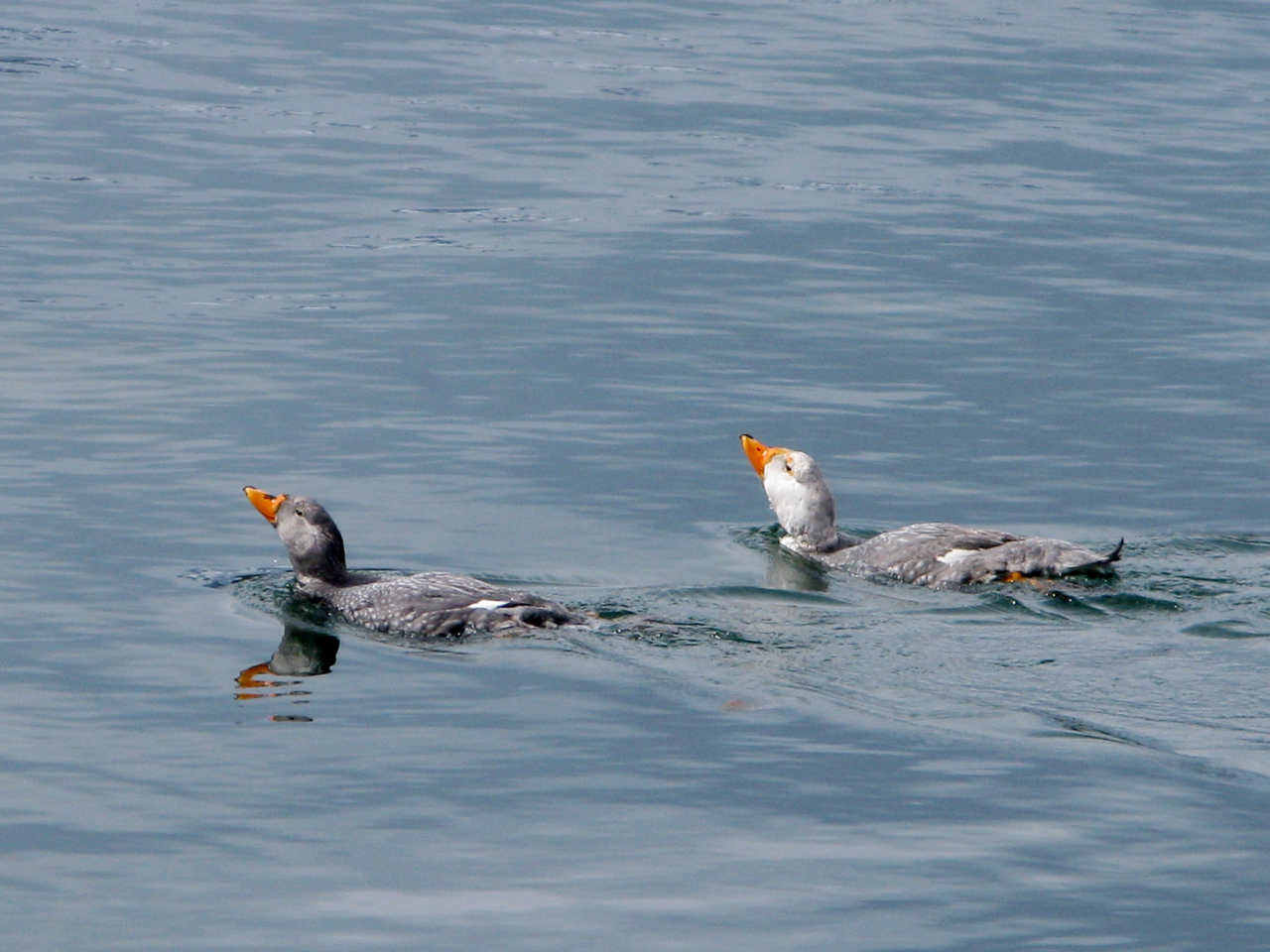
Pareja de Pato vapor del pacífico.

## Atractivo turístico
Esta isla se han convertido en un atractivo turístico. Los viajeros que buscan conocerla parten sobre un semirrígido desde el muelle turístico de Puerto Guaraní, en la bahía Ensenada Zaratiegui, situada en la costa del canal de Beagle del parque nacional Tierra del Fuego. Luego de rodearla, descienden en la isla, la cual cuenta con varios miradores y puntos panorámicos. En una caminata por un sendero se llega al extremo oeste de la isla, desde donde se observan panorámicas vistas de las islas chilenas y argentinas y de los canales fueguinos. También es posible conocer el destacamento de Prefectura Naval construido por los presos de la cárcel de Ushuaia. En la isla funciona la unidad postal más austral de la Argentina, por lo que los turistas suelen enviar desde allí una postal, o carta. Luego de embarcar nuevamente, se retorna al punto de partida o se continúa la navegación hasta Puerto Arias, en bahía Lapataia. Los servicios a isla Redonda se efectúan desde la primavera hasta mediados de abril. 
También la isla es frecuentada por los que practican buceo, los que pueden observar sus paredes de 27 metros con bosques de algas junto a su fauna característica.

## Disputa por su soberanía

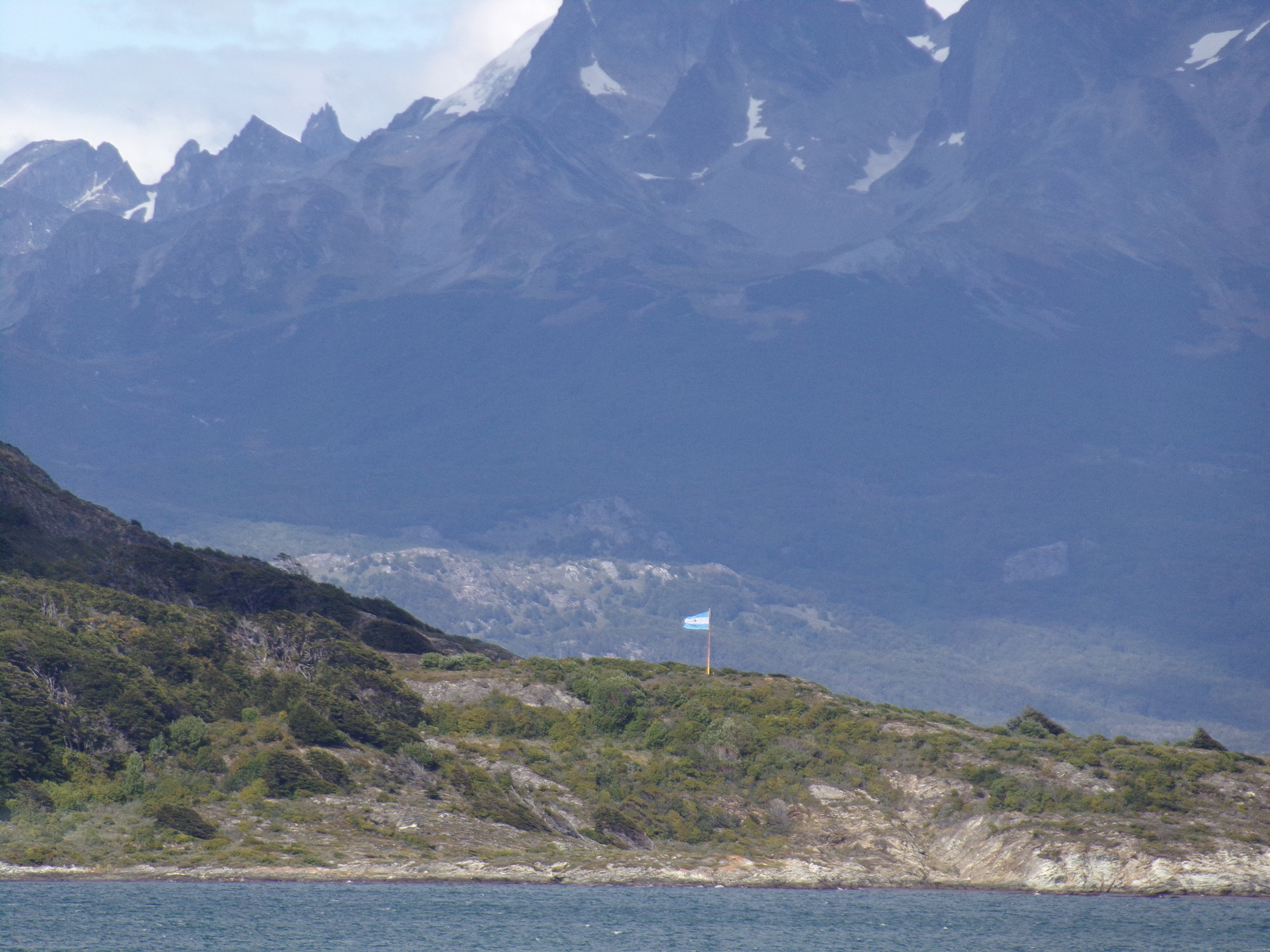
Bandera argentina en la isla.

La isla Redonda se vio envuelta en la disputa limítrofe entre la Argentina y Chile, conocida como Conflicto del Beagle.
En 1971 ambos países acordaron en un Compromiso de Arbitraje someter la soberanía de las islas de dicho canal a la sentencia de un Tribunal Arbitral que debía dar a conocer su decisión a la reina Isabel II de Inglaterra. Algunas interpretaciones en Chile del texto del tratado limítrofe de 1881 determinaban que el límite binacional terminaba en la costa austral de la isla Grande de Tierra del Fuego, y la totalidad de las aguas del canal, junto con todas sus islas, serían chilenas. Si este fuera el caso, la Argentina tendría una costa seca, es decir tendría costa, pero no acceso al mar. Entre quienes sostuvieron esa tesis destacan, quien la esbozaría en 1905, el periodista Arturo Fagalde, y el estudioso Jaime Eyzaguirre, quien desarrolló la Teoría de la línea de la costa seca durante la primera mitad del siglo XX:

Luego la línea no se introduce en el canal, no lo comprende, queda fuera de él, sólo lo toca en su borde superior. El canal resulta así entero de Chile. Si el Tratado hubiera dicho que la línea llegaba hasta el medio o centro o hasta el eje del canal, se habría entendido que la mitad Norte del mismo correspondería a Argentina y la mitad Sur a Chile. Pero habría que torcer los términos claros del acuerdo para llegar a esta conclusión.

Esta interpretación fue llevada por Chile en la consulta al Tribunal Arbitral que dictó luego el Laudo Arbitral de 1977, pero solo como petitorio alternativo, en el punto segundo al final de las audiencias orales del 14 de octubre de 1976. En su fallo la corte arbitral señaló que toda atribución de un territorio debe ipso facto traer aparejado sus aguas anexas, por lo tanto consideró inaceptable la tesis chilena, aunque la misma solo fue planteada como una alternativa por este país. Seguidamente demarcó la traza del límite binacional sobre el canal de Beagle, otorgándole a la Argentina las islas e islotes ubicados al norte de dicha línea, entre ellas a la isla Redonda. Si bien posteriormente la Argentina declararía insanablemente nula a la decisión arbitral, en las negociaciones binacionales de los años posteriores al fallo el resultado del laudo en este sector fue respetado. El conflicto se solucionó finalmente con la firma del Tratado de 1984, en donde ambos gobiernos aceptaron la propuesta de la Santa Sede que reconocía la frontera trazada por el Laudo Arbitral en el canal Beagle (aunque sin nombrarla explícitamente en el tratado), la cual reconocía definitivamente la soberanía argentina sobre la isla Redonda.